# Myotis hasseltii
Myotis hasseltii es una especie de murciélago de la familia Vespertilionidae.

## Distribución geográfica
Se encuentra en Camboya, India, Indonesia, Malasia, Birmania, Sri Lanka, Tailandia, y Vietnam.